# Église Saint-Martin de Fontaine-lès-Vervins
L'église Saint-Martin de Fontaine-lès-Vervins est une église fortifiée qui se dresse sur la commune de Fontaine-lès-Vervins dans le département de l'Aisne en région Hauts-de-France.
L'église fait l'objet d'une inscription partielle au titre des monuments historiques par arrêté du 1er juin 1927. Seul le clocher est inscrit.

## Description
L'église Saint-Martin de Fontaine-lès-Vervins a son clocher muni aux angles d'échauguettes circulaires en encorbellement qui reposent sur des contreforts.

### Galerie

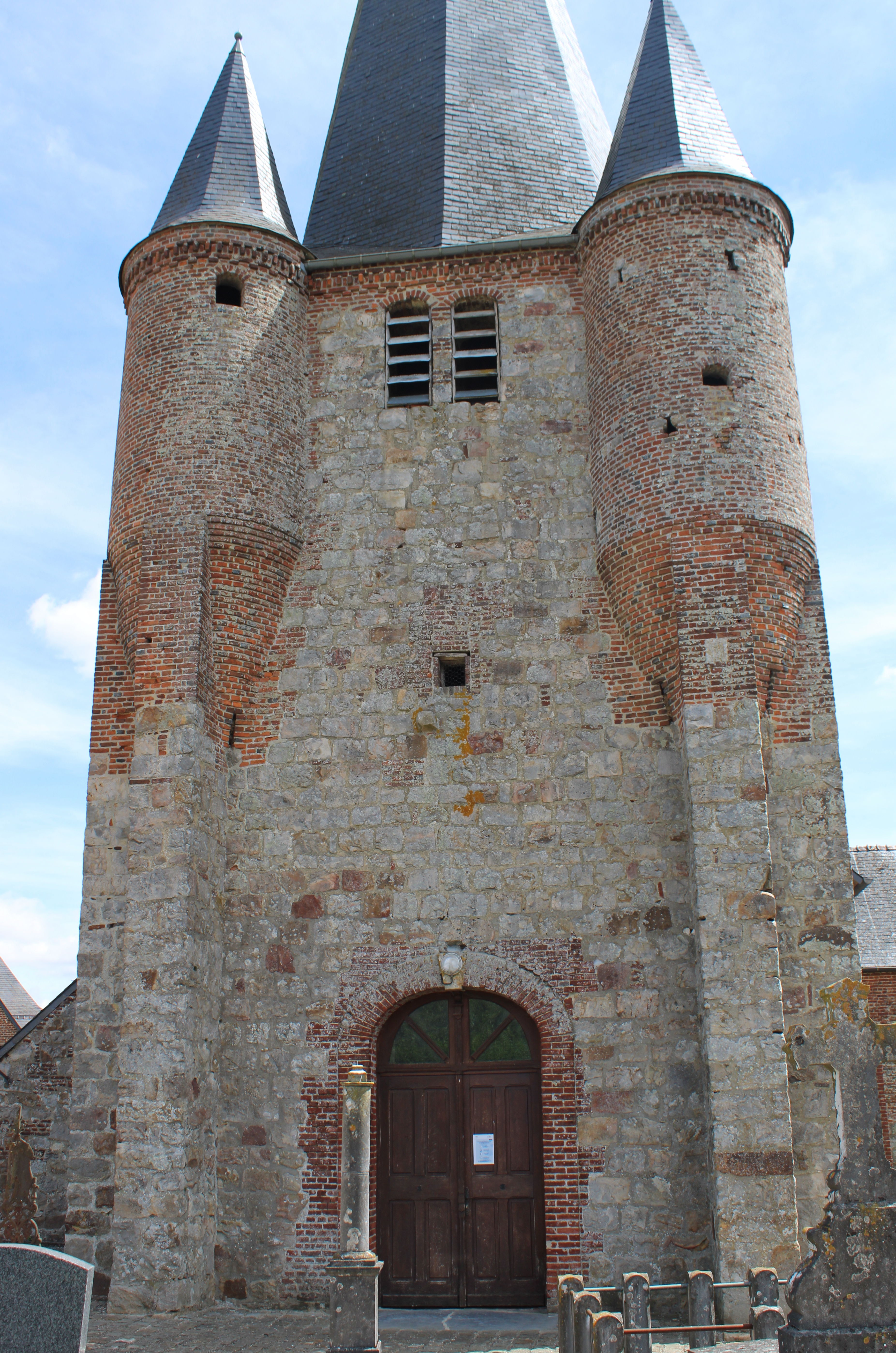
Façade de l'église flanquée de ses deux échauguettes en grès supportées par deux contreforts.
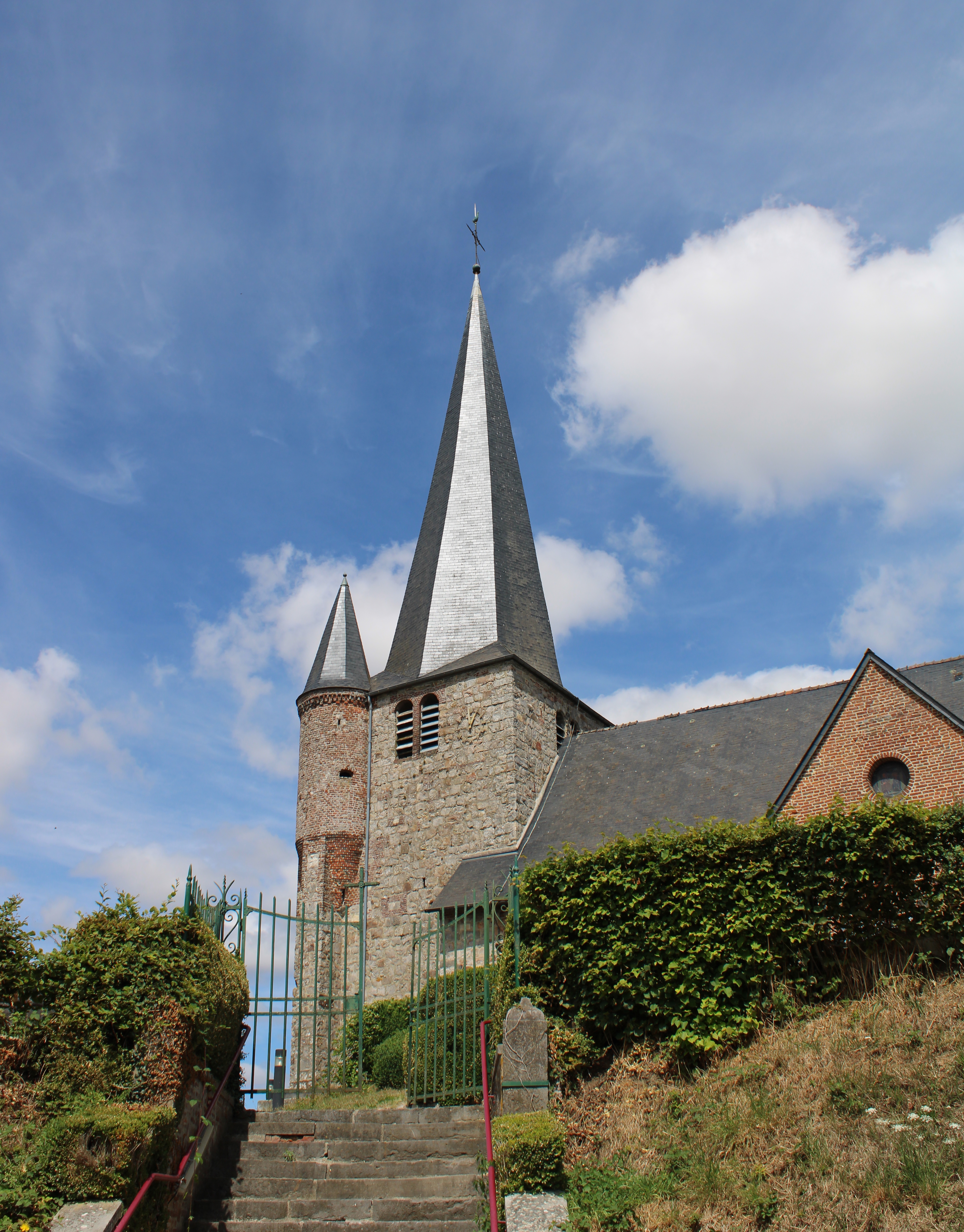
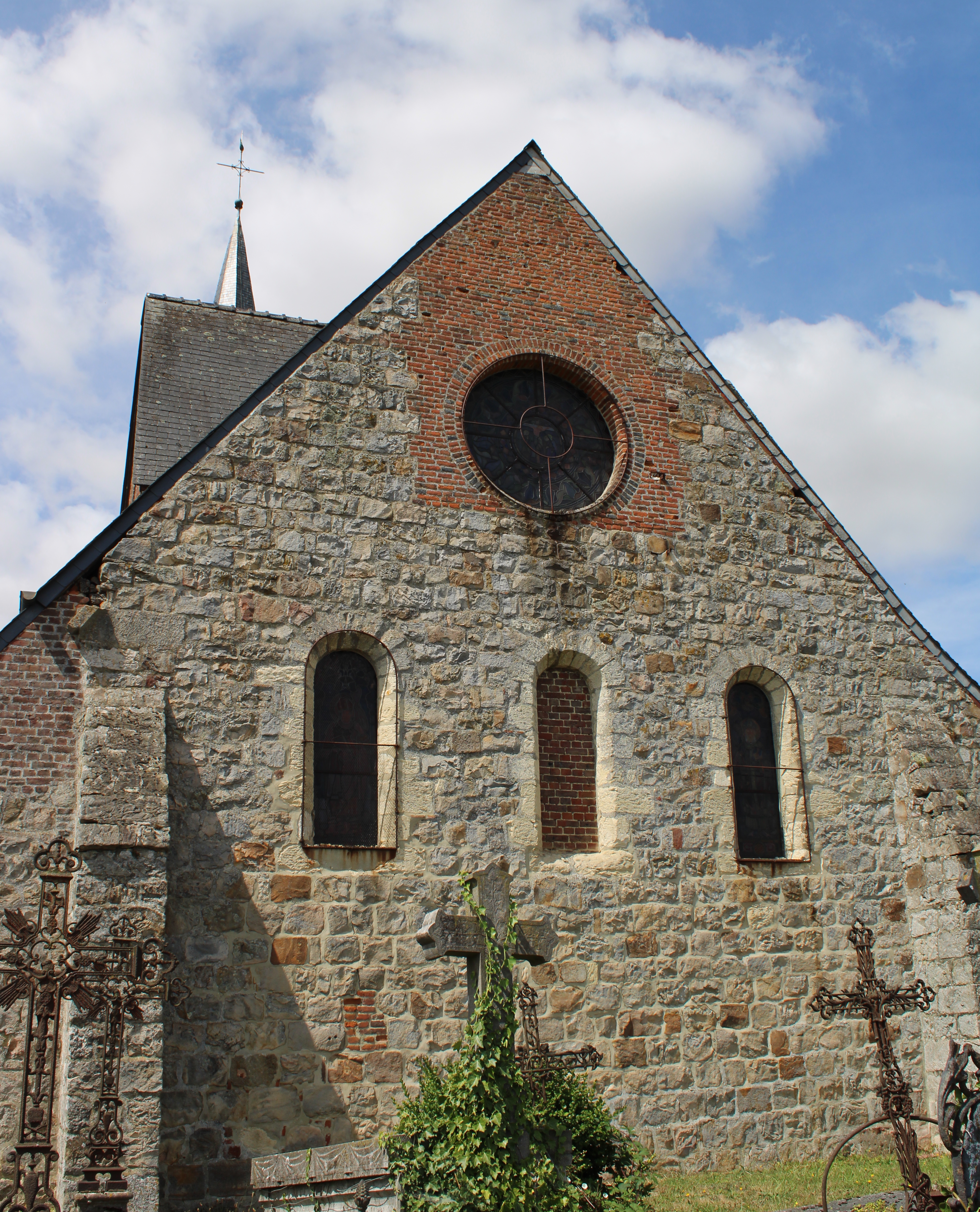
Le chevet.
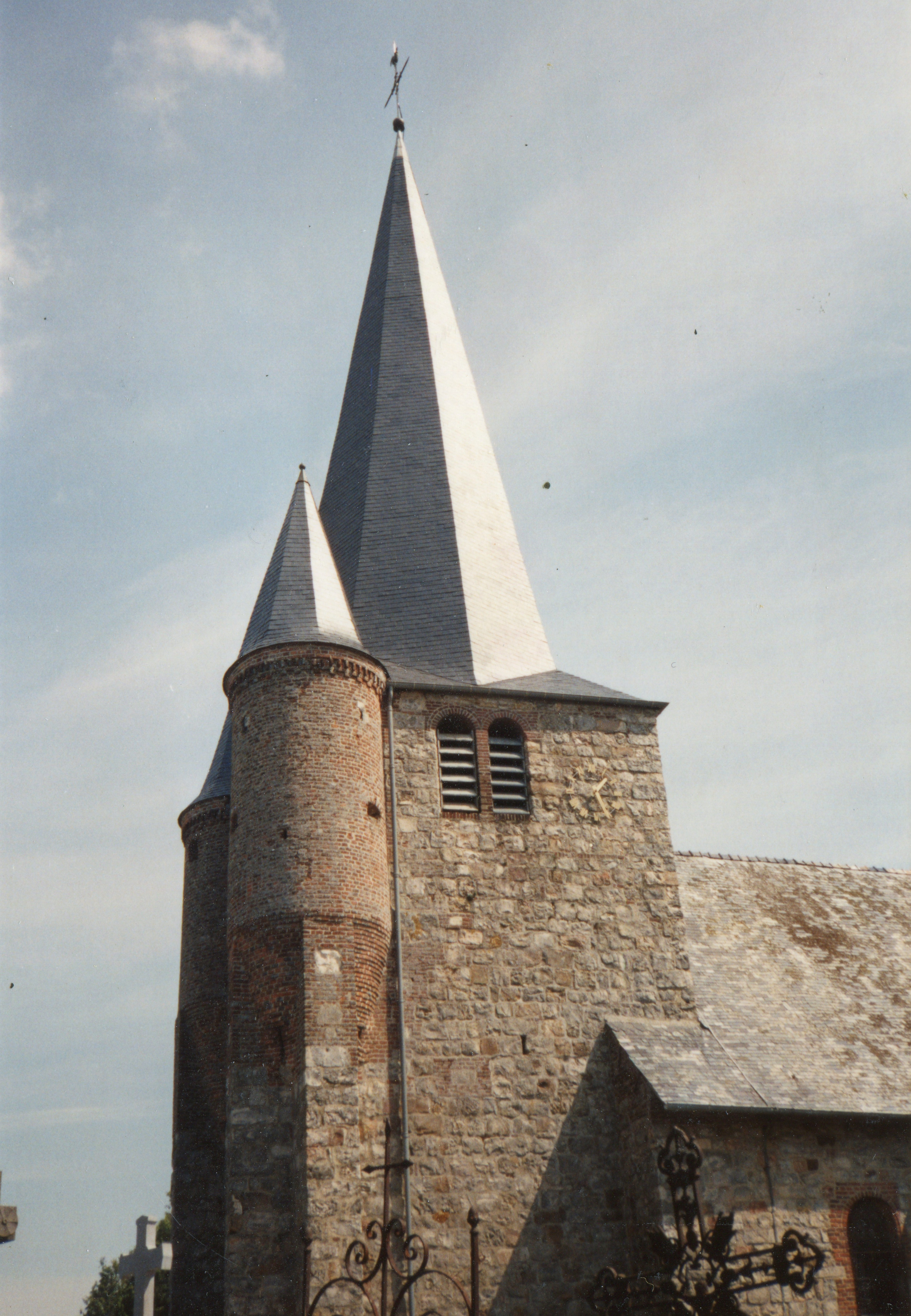